# Coral Springs
Coral Springs is een stad in de Amerikaanse staat Florida en telt 117.549 inwoners. Het is hiermee de 186e stad in de Verenigde Staten (2000). De oppervlakte bedraagt 61,9 km², waarmee het de 205e stad is.

## Demografie
Van de bevolking is 6 % ouder dan 65 jaar en bestaat voor 15,2 % uit eenpersoonshuishoudens. De werkloosheid bedraagt 2,7 % (cijfers volkstelling 2000).
Ongeveer 15,5 % van de bevolking van Coral Springs bestaat uit hispanics en latino's, 9,2 % is van Afrikaanse oorsprong en 3,5 % van Aziatische oorsprong.
Het aantal inwoners steeg van 79.137 in 1990 naar 117.549 in 2000.

## Klimaat
In januari is de gemiddelde temperatuur 19,0 °C, in juli is dat 28,1 °C. Jaarlijks valt er gemiddeld 1502,4 mm neerslag (gegevens op basis van de meetperiode 1961-1990).

## Plaatsen in de nabije omgeving
De onderstaande figuur toont nabijgelegen plaatsen in een straal van 8 km rond Coral Springs.

## Geboren
- Walter Dix (31 januari 1986), sprinter